# 羅倫·赫頓
羅倫·赫頓（英語：Lauren Hutton，1943年11月17日—），美国时尚模特儿和演员。她在纽约出道，并以牙間隙特色而为人所知。赫顿和彩妆品牌露華濃的1973年代言合约是当时模特界史上最高薪资的合约。